# Alfred Ray Lindesmith
Alfred Ray Lindesmith (* 3. August 1905 in Clinton Falls, Minnesota; † 14. Februar 1991 in Bloomington, Indiana) war ein US-amerikanischer Soziologe und Sozialpsychologe. Er lehrte als Professor an der Indiana University Bloomington und war ein Pionier der Sozialwissenschaftlichen Suchtforschung.

## Leben
Lindesmith machte 1927 das Bachelor-Examen für Erziehungswissenschaften am Carleton College in Northfield (Minnesota) und 1929 das Master-Examen für Englisch an der Columbia University. Anschließend war er einige Jahre als Lehrer tätig und ging dann an die University of Chicago, wo er bei Herbert Blumer 1937 als Soziologe promoviert wurde. In den folgenden 40 Jahren war er in soziologischer Forschung und Lehre an Indiana University in Bloomington tätig, seit 1965 als Professor. 1959/60 amtierte er als Präsident der Society for the Study of Social Problems (SSSP).
Lindesmith war einer der ersten, die Drogenabhängigkeit im Sinne des Symbolischen Interaktionismus analysierten. Er kam zu der Auffassung, dass Drogensüchtige erst durch die Interaktion mit anderen Abhängigen süchtig werden, weil sie voneinander lernen, dass ein Entzug fast unmöglich ist. Wo diese soziale Definition von Sucht fehle, wie etwa bei Menschen, denen aus medizinischen Gründen Opiate verabreicht wurden, sei ein Absetzen der Droge deutlich weniger problematisch. Damit geriet er in Konflikt zur herrschenden medizinischen Definition und zur Politik der US-amerikanischen Anti-Drogenbehörde Federal Bureau of Narcotics (FBN), was ihn jedoch nicht hinderte, das Drogenproblem weiterhin sozialwissenschaftlich zu beleuchten und die Drogenpolitik zu kritisieren. Dadurch inspirierte er weitere Forschungen, der später viel bekanntere Howard S. Becker nennt ihn „One of my heroes“.

## Schriften (Auswahl)
- The nature of opiate addiction. Chicago University Press, Chicago 1937 (Dissertationsschrift).
- Opiate addiction. Principia Press, Bloomington, Indiana 1947.
- The addict an the law. Indiana University Press, Bloomington 1965.
- Addiction and opiates. Aldine Transaction,  New Brunswick, N.J. 2008, ISBN 978-0-202-36223-6.